# John Mack
John Mack   (Nova Jersey, 30 d'octubre de 1927 - Cleveland, 23 de juliol de 2006) va ser un oboista estatunidenc.
Mack va assistir a la "Juilliard School of Music", estudiant oboè amb Harold Gomberg i Bruno Labate i després al Curtis Institute of Music amb Marcel Tabuteau, l'oboè principal de l'Orquestra de Filadèlfia durant molt de temps .
La seva primera experiència professional va ser amb la gira americana del "Sadler Wells Ballet" entre 1951 i 1952. Després va ser nomenat oboista principal de la Simfònica de Nova Orleans, va ensenyar breument a la Universitat Estatal de Louisiana, i després va tocar amb lOrquestra Simfònica Nacional de 1963-1965. També va ser oboista principal en els Festival de Prada de Conflent i Perpinyà, França.
Mack va ser nomenat per George Szell com a principal oboista de l'Orquestra de Cleveland el 1965, succeint Marc Lifschey, i va romandre allà tocant sota les ordres de Szell i els seus successors Lorin Maazel i Christoph von Dohnanyi fins al 2001, quan es va retirar.
"L'ensenyament", va dir Mack una vegada, "està a prop d'un deure sagrat." Va ser president "d'Oboe Studies" a l'Institut de Música de Cleveland i va servir a la facultat de la "Juilliard School of Music de Nova York" i a la "Hartt School de Hartford". També va ensenyar al "John Mack Oboe Camp", un esdeveniment anual d'estiu establert per l'estudiant de Mack i antic oboè principal de la Filharmònica de Nova York, Joseph Robinson, a "Little Switzerland", Carolina del Nord.
Ellen Taaffe Zwilich's Oboe Concerto va ser encarregat per l'Orquestra de Cleveland en honor del seu 25è aniversari amb l'orquestra i va interpretar l'estrena mundial.
John Mack va morir a Cleveland, Ohio, de càncer de cervell a l'edat de 78 anys.

## El campament d'oboè de John Mack
Mack va començar el Campament d'Oboè John Mack (JMOC) el 1976 per donar a més gent accés a una excel·lent docència i tutoria d'oboè; se celebra cada any a principis d'estiu a Wildacres a "Little Switzerland", Carolina del Nord, en el "Blue Ridge Parkway". El llegat docent que Mack va inspirar i inculcar és una tradició estiuenca a Wildacres Retreat. Institució de llarga durada per a molts oboistes, el camp ha vist des de 1976 el "qui és qui" dels oboistes.